# Nati nel 1918/Settembre
| Questa pagina contiene informazioni ricavate automaticamente dalle voci biografiche con l'ausilio del template Bio e di un bot. L'aggiornamento è periodico e automatico e ricostruisce completamente la pagina. Se manca una persona in questa lista, sei pregato di non aggiungerla, ma accertati piuttosto che la sua voce biografica contenga il template Bio e che i dati anagrafici siano correttamente compilati. Se il template Bio manca, inseriscilo tu stesso o, in alternativa, metti l'avviso {{tmp\|Bio}} che ne segnala la mancanza. Se i dati riportati sono sbagliati, correggi direttamente la voce biografica; le modifiche saranno visibili in questa lista entro pochi giorni. Per chiarimenti vedi il progetto biografie. La lista contiene solo le 105 persone che sono citate nell'enciclopedia e per le quali è stato implementato correttamente il template Bio. Pagina aggiornata al 2 ago 2025. |

- 1º settembre - Guglielmo Nucci, politico italiano († 1994)
- 1º settembre - Genrich Barduchmiosovič Oganesjan, regista sovietico († 1964)
- 1º settembre - Ferrero Tossio, calciatore italiano († 2021)
- 2 settembre - Arnaldo Colleselli, politico italiano († 1988)
- 2 settembre - Elio Augusto Di Carlo, medico, ornitologo e storico italiano († 1998)
- 2 settembre - Allen Drury, scrittore e giornalista statunitense († 1998)
- 3 settembre - Celso dos Santos Meyer, cestista, militare e scrittore brasiliano
- 3 settembre - Susi Nicoletti, attrice e danzatrice tedesca († 2005)
- 4 settembre - Paul Harvey, conduttore radiofonico statunitense († 2009)
- 4 settembre - Bruno Segre, avvocato, giornalista e partigiano italiano († 2024)
- 4 settembre - Bill Talbert, tennista statunitense († 1999)
- 4 settembre - Gerald Wilson, trombettista statunitense († 2014)
- 5 settembre - Charles Fredericks, attore statunitense († 1970)
- 6 settembre - Ferdinando Di Nardo, politico e avvocato italiano († 1996)
- 6 settembre - Ludwig Hörmann, ciclista su strada e pistard tedesco († 2001)
- 6 settembre - Ray Wright, calciatore inglese († 1987)
- 7 settembre - Göte Hagström, siepista e mezzofondista svedese († 2014)
- 8 settembre - Derek Harold Richard Barton, chimico britannico († 1998)
- 8 settembre - Bobby Langton, calciatore inglese († 1996)
- 8 settembre - Josef Scheungraber, militare tedesco († 2015)
- 8 settembre - Bjørn Spydevold, calciatore e allenatore di calcio norvegese († 2002)
- 9 settembre - Oscar Luigi Scalfaro, politico e magistrato italiano († 2012)
- 9 settembre - Boris Vladimirovič Zachoder, poeta, scrittore e sceneggiatore sovietico († 2000)
- 10 settembre - Franz Immig, calciatore tedesco († 1955)
- 10 settembre - Ed Lewinski, cestista statunitense († 1962)
- 10 settembre - Francis Rowinski, vescovo vetero-cattolico polacco († 1990)
- 10 settembre - Nick Shaback, cestista statunitense († 2010)
- 11 settembre - Estelle Axton, produttrice discografica statunitense († 2004)
- 11 settembre - Felice Mariani, calciatore e allenatore di calcio italiano († 1997)
- 11 settembre - Peter Palitzsch, regista tedesco († 2004)
- 11 settembre - Marianne Tischler, artista austriaca († 2010)
- 12 settembre - Hilario Fernández Long, ingegnere argentino († 2002)
- 13 settembre - Douglas Bennett, canoista canadese († 2008)
- 13 settembre - Carmelo Di Mazzarelli, attore italiano († 2010)
- 13 settembre - Rosemary Kennedy, statunitense († 2005)
- 13 settembre - Irving Segal, matematico statunitense († 1998)
- 14 settembre - Georges Berger, pilota automobilistico belga († 1967)
- 14 settembre - Cachao, contrabbassista cubano († 2008)
- 14 settembre - Aldo Zelli, scrittore italiano († 1996)
- 15 settembre - Vando Aldrovandi, partigiano e antifascista italiano († 1987)
- 15 settembre - Alfred D. Chandler Jr., storico statunitense († 2007)
- 15 settembre - Alberto Fazio, calciatore argentino
- 15 settembre - Margot Loyola, cantautrice, antropologa e musicologa cilena († 2015)
- 15 settembre - Eigil Nielsen, calciatore, pallamanista e imprenditore danese († 2000)
- 15 settembre - Štefan Stankovič, calciatore slovacco († 1993)
- 16 settembre - Allenby Chilton, allenatore di calcio e calciatore inglese († 1996)
- 17 settembre - David Gilbarg, matematico statunitense († 2001)
- 17 settembre - Chaim Herzog, generale, avvocato e diplomatico israeliano († 1997)
- 17 settembre - Jorge Illueca, politico panamense († 2012)
- 17 settembre - Gaetano Lupi, calciatore e allenatore di calcio italiano († 2001)
- 17 settembre - Vincenzo Torriani, dirigente sportivo italiano († 1996)
- 18 settembre - Mieczysław Adamek, militare e aviatore polacco († 1944)
- 18 settembre - Judith Deutsch, nuotatrice austriaca († 2004)
- 18 settembre - Johnny Mantz, pilota automobilistico statunitense († 1972)
- 18 settembre - Clelia Matania, attrice italiana († 1981)
- 18 settembre - Viktor Vasil'evič Talalichin, militare e aviatore sovietico († 1941)
- 18 settembre - Henry Wittenberg, lottatore statunitense († 2010)
- 18 settembre - Mohamed Zulficar, schermidore egiziano
- 19 settembre - Slimane Azem, cantante e poeta berbero († 1983)
- 19 settembre - Wayne Miller, fotografo statunitense († 2013)
- 19 settembre - Giovanni Gatti, politico italiano († 1997)
- 19 settembre - Bernie Mehen, cestista statunitense († 2007)
- 19 settembre - Penelope Mortimer, scrittrice, giornalista e biografa britannica († 1999)
- 19 settembre - Genaro Salinas, tenore messicano († 1957)
- 20 settembre - Pino Camilleri, politico italiano († 1946)
- 20 settembre - Horace Gould, pilota di Formula 1 britannico († 1968)
- 20 settembre - George Mosse, storico tedesco († 1999)
- 20 settembre - Aldo Ronconi, ciclista su strada italiano († 2012)
- 20 settembre - Bjørn Wiinblad, artista e designer danese († 2006)
- 21 settembre - Rand Brooks, attore statunitense († 2003)
- 21 settembre - Silverio Gadaldi, pittore e scultore italiano († 1993)
- 21 settembre - Tommy Potter, contrabbassista statunitense († 1988)
- 22 settembre - Adolfo Bellucci, calciatore italiano
- 22 settembre - Alfred Dambach, calciatore francese († 1960)
- 22 settembre - Mahmoud Namdjou, sollevatore iraniano († 1989)
- 22 settembre - Jafar Salmasi, sollevatore iraniano († 2000)
- 22 settembre - Hans Scholl, antifascista tedesco († 1943)
- 22 settembre - Henryk Szeryng, violinista polacco († 1988)
- 23 settembre - Giorgio Barsanti, calciatore italiano († 1994)
- 23 settembre - Anna Aleksandrovna Timofeeva-Egorova, aviatrice sovietica († 2009)
- 23 settembre - Ugo Lanza, imprenditore italiano († 1998)
- 23 settembre - Numa Monnard, calciatore svizzero († 2001)
- 23 settembre - Salvatore Pappalardo, cardinale e arcivescovo cattolico italiano († 2006)
- 23 settembre - Chet Tollstam, cestista statunitense († 2003)
- 24 settembre - Emilio Q. Daddario, politico statunitense († 2010)
- 24 settembre - Michael J. S. Dewar, chimico indiano († 1997)
- 24 settembre - Richard Hoggart, sociologo e anglista inglese († 2014)
- 24 settembre - Audra Lindley, attrice statunitense († 1997)
- 25 settembre - Noronha, calciatore brasiliano († 2003)
- 26 settembre - Eric Morley, inglese († 2000)
- 26 settembre - Jackie Vernon, calciatore nordirlandese († 1981)
- 27 settembre - Maurice-Bernard Endrèbe, scrittore, traduttore e autore televisivo francese († 2005)
- 27 settembre - Jenne Langhout, hockeista su prato olandese († 2010)
- 27 settembre - Martin Ryle, astronomo britannico († 1984)
- 28 settembre - Ray Birdwhistell, antropologo statunitense († 1994)
- 28 settembre - Ángel Labruna, calciatore e allenatore di calcio argentino († 1983)
- 28 settembre - Willi Ritschard, politico svizzero († 1983)
- 28 settembre - Ivar Sjölin, lottatore svedese († 1992)
- 28 settembre - Leonhard von Möllendorff, militare tedesco († 1945)
- 29 settembre - Enrico Candiani, calciatore e dirigente sportivo italiano († 2008)
- 30 settembre - Giovanni Canestri, cardinale e arcivescovo cattolico italiano († 2015)
- 30 settembre - Laura Gore, attrice italiana († 1957)
- 30 settembre - Karl Kerbach, calciatore austriaco († 1994)
- 30 settembre - Aldo Parisot, violoncellista e docente brasiliano († 2018)
- 30 settembre - René Rémond, storico e politologo francese († 2007)